# Tăuteu
Tăuteu là một xã thuộc hạt Bihor, România. Dân số thời điểm năm 2002 là 4461 người.